# 의식성 (주체사상)
의식성(意識性)은 창조성, 자주성과 함께 조선민주주의인민공화국의 지배 이데올로기인 주체사상에서 제시하는 사회적 인간의 세 가지 기본속성 가운데 하나이다.
"의식성은 세계와 자기 자신을 파악하고 개변하기 위한 모든 활동을 규제하는 사회적 인간의 속성입니다."(『주체사상에 대하여』, 11쪽)
주체사상에 따르면 의식성은 무엇보다 먼저 모든 활동을 자신의 요구와 이해관계에 맞게 벌이는 사람의 성질이다. 동물들은 본능에 기초하여 무의식적으로 행동하는데 비해 인간은 자신의 이해관계에 따라 의식적으로 행동한다. 또한 의식성은 다음으로 세계를 인식하고 개조하는 사람의 성질로 특징지어지며, 이는 의식, 특히 사상의식에 의해 조절, 통제되지 않고서는 진행될 수 없다. 이러한 세계를 인식하고 개조하는 사람의 활동을 의식적으로 보장하는 성질이 바로 의식성이다.
주체사상은 사람의 의식성이 육체적 기관 가운데서도 진화적으로 가장 발전한 기관인 뇌의 기능이라고 주장한다. 이런 의식 가운데서 사상의식은 사람들의 활동의 성격과 의지력을 규정하여 사람들의 활동에 작용하는 과학지식이나 감정의 역할을 규제한다. 또한 주체사상은 의식성이 오직 인간에게만 고유한 근본적인 속성이라고 주장한다.
 본 문서에는 조선민주주의인민공화국에서 카피레프트로 공개한 백과사전인 철학사전의 내용을 기초로 작성된 내용이 포함되어 있습니다.